# كأس كازاخستان 2017
كأس كازاخستان 2017 (بالروسية: Кубок Казахстана по футболу 2017)‏ هو الموسم 26 من كأس كازاخستان. أقيم خلال الفترة 28 مارس 2017 وحتى 14 أكتوبر 2017، وأشرف على تنظيمه اتحاد كازاخستان لكرة القدم، وكان عدد الأندية المشاركة فيه 21، وفاز فيه نادي كايرات.